# Condado de Newton (Mississippi)
O Condado de Newton é um dos 82 condados do estado norte-americano do Mississippi. A sua sede de condado é Decatur, e a sua maior cidade é Union.
O condado tem uma área de 1502 km² (dos quais 5 km² estão cobertos por água), uma população de 21 720 habitantes, e uma densidade populacional de 15 hab/km² (segundo o censo nacional de 2010). O condado foi fundado em 1836 e o seu nome é uma homenagem a Isaac Newton (1643 – 1727), cientista, matemático, filósofo natural, alquimista e teólogo inglês.